# ساینوکم
ساینوکم (چینی ساده: 中国中化集团公司) شرکت خوشه‌ای چینی و فعال در زمینه‌های شیمیایی، پتروشیمی، کودهای شیمیایی، اکتشاف و تولید نفت خام است که در سال ۱۹۵۰ میلادی تأسیس شد. دفتر اصلی این شرکت همکنون در پکن چین واقع است.